# Petr Kutílek
Petr Kutílek (* 28. března 1976 Praha) je český politolog, manažer a politik, v letech 2016 až 2018 místopředseda Strany zelených, od roku 2014 zastupitel městské části Praha 4.

## Život
Vystudoval politologii na Central European University v Budapešti (v roce 2002 získal titul M.A.) a později také management pro veřejnou správu na New York University v USA (v roce 2009 získal titul M.S.).
Pracovní zkušenosti má jak ze soukromého sektoru, kde několik let pracoval v poradenských firmách, tak i z neziskového sektoru. V obecně prospěšné společnosti Respekt Institut, která fungovala při týdeníku Respekt, inicioval v roce 2009 projekty zabývající se korupcí ve veřejném sektoru. V letech 2013–2016 působil jako ředitel organizace Pro bono aliance, jejímž posláním je zvýšení účinnosti právního systému při ochraně lidských práv, veřejného zájmu a dostupnosti právní pomoci potřebným. V roce 2019 působí jako vysokoškolský učitel politologie. Byl také iniciátorem petice Praha 4 bez hazardu.
Na své dřívější lidskoprávní aktivity navázal v roce 2016 iniciováním petice za přejmenování náměstí Pod Kaštany, kde sídlí ruská ambasáda v Praze, na náměstí Borise Němcova.
Petr Kutílek žije v Praze.

## Politické působení
Je členem Strany zelených. Jako hlavní autor textu Deklarace odpovědnosti z roku 2015 se stal jednou z hlavních postav liberálně-demokratického proudu strany a oponentem radikálně-levicového směru představovaného Matějem Stropnickým.
Na sjezdu SZ v lednu 2016 v Praze byl zvolen 3. místopředsedou strany. Funkci zastával do ledna 2018.
V komunálních volbách v roce 2014 byl zvolen zastupitelem Městské části Praha 4, když kandidoval jako člen SZ za subjekt Trojkoalice SZ, KDU-ČSL, STAN. Působil jako člen Komise Rady MČ pro dopravu a člen Výboru ZMČ pro bezpečnost.
Ve volbách v roce 2018 mandát zastupitele městské části obhájil, když kandidoval jako člen Zelených za uskupení „Praha 4 sobě – Zelení a nezávislí“. V roce 2019 působil jako předseda Komise Rady MČ pro dopravu a člen Komise pro bezpečnost a justici a člen Komise pro školství.
Ve stejných volbách kandidoval na posledním místě kandidátky Zelených do Zastupitelstva hlavního města Prahy, ale neuspěl.
Ve volbách do Evropského parlamentu v květnu 2019 kandidoval jako člen Zelených na 26. místě kandidátky subjektu s názvem „Starostové (STAN) s regionálními partnery a TOP 09“, ale nebyl zvolen.